# 86K-13 (route russe)

L'autoroute 86K-13 (russe : Автодорога 86K-13) est une autoroute régionale de république de Carélie en Russie.

## Parcours
L'autoroute 86K-13 part de Suojärvi et va jusqu'à Pitkäranta.
Elle a une longueur de 99 kilomètres.